# West Atlantic UK
Atlantic Airlines — британська авіакомпанія, що базується в аеропорту Ковентрі (Західна Англія). Займається перевезенням вантажів по Європі і через Атлантичний океан.
1 листопада 2017 року Atlantic Airlines офіційно змінила назву на West Atlantic UK Limited.

## Флот авіакомпанії

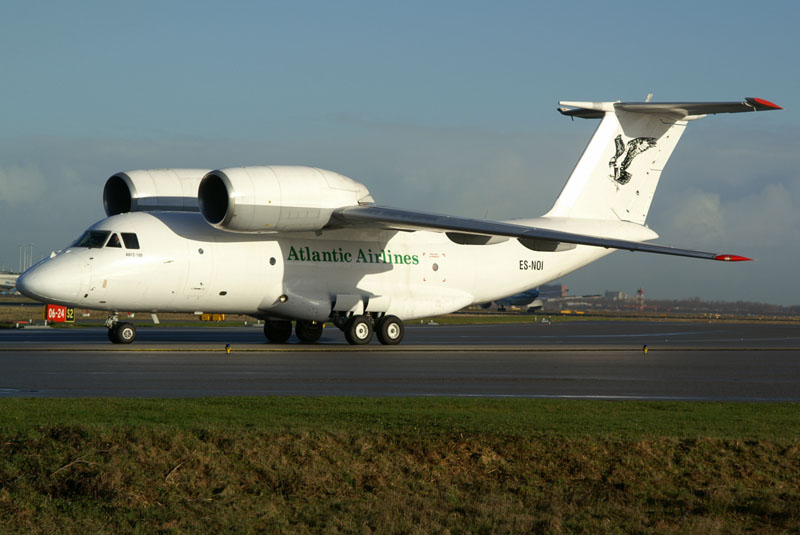
Ан-72 Atlantic Airlines, експлуатувався Atlantic Airlines

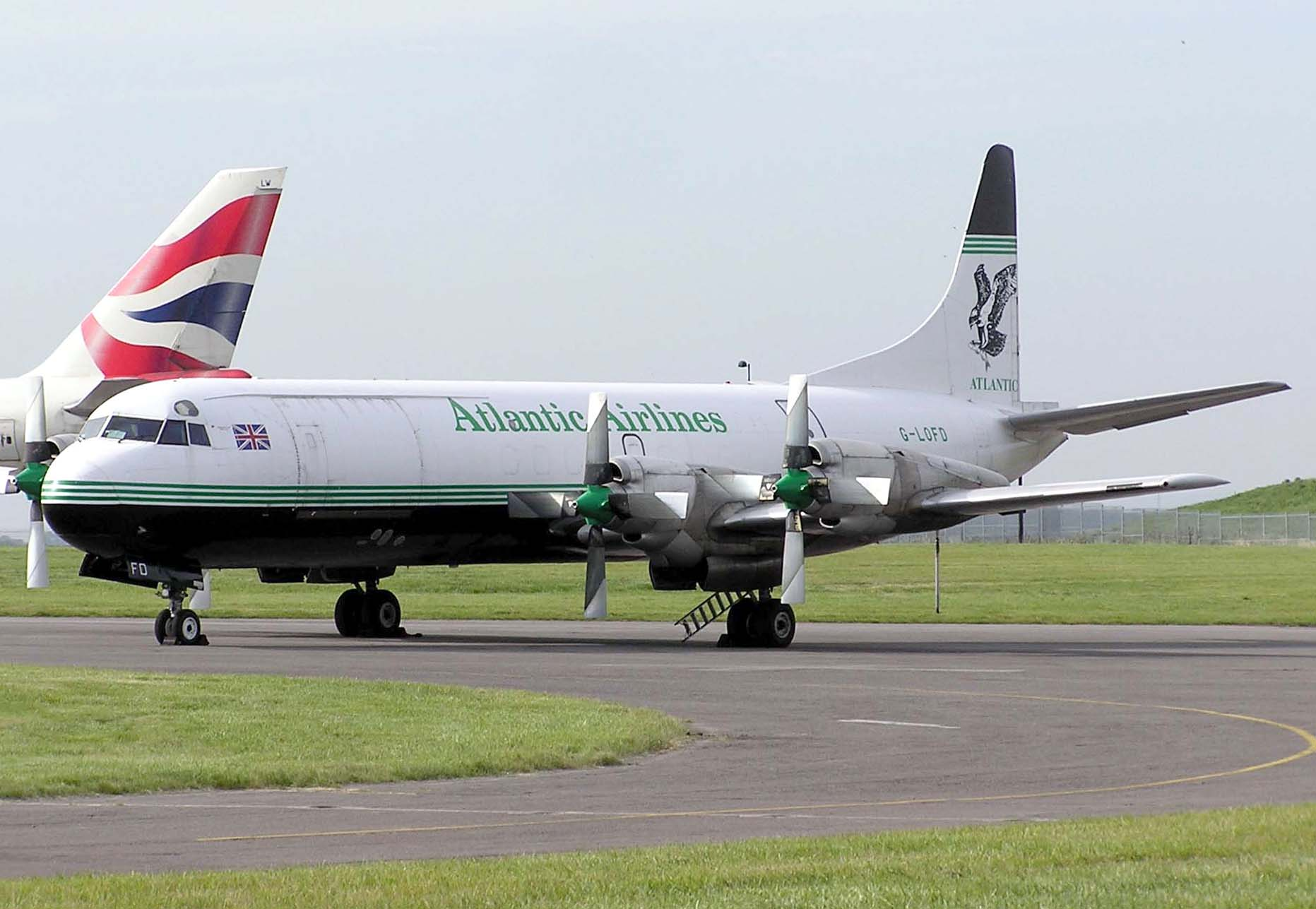
Локхід Л-188 Електра

Флот на квітень 2018 року:
| Тип               | В дії | Вантажні |
| ----------------- | ----- | -------- |
| Boeing 737-300F   | 6     | —        |
| Boeing 737-400F   | 14    | -        |
| Boeing 737-800BCF | 4     | -        |
| Разом             | 24    |          |